# Algorab
Algorab (Delta del Corb / δ Corvi) és la tercera estrella més brillant a la constel·lació del Corb, darrere de Gienah Gurab (γ Corvi) i Kraz (β Corvi), amb magnitud aparent +2,94. Precisament juntament amb Gienah Gurab, és un dels estels que serveixen de referència per trobar la brillant Spica (l'espiga, α Virginis). Algorab és un estel binari les components del qual, de color blanc i ataronjat, formen un contrast molt interessant per a l'observació.

## Nom
El nom Algorab prové de l'àrab ألغراب, Al-Ghurab, i significa «el corb». En l'astronomia xinesa formava, al costat de Kraz (β Corvi), Gienah Gurab (γ Corvi) i Minkar (ε Minkar), l'asterisme Tchin, que simbolitzava un carro de guerra.

## Característiques
Algorab A és un estel blanc de tipus espectral A0V i 10.000 K de temperatura efectiva. Brilla amb una lluminositat equivalent a la de 48 sols. Amb un radi unes dues vegades més gran que el radi solar, gira sobre si mateixa ràpidament, i la seva velocitat de rotació projectada és de 236 km/s. Mostra una composició química que difereix significativament de la solar. Alguns elements, com a zirconi i sodi, són «sobreabundosos»; aquest últim metall és 15 vegades més abundant que en el Sol. Per contra, altres elements, com l'estronci, presenten nivells baixos; el contingut relatiu d'aquest element és 7 vegades menor que en el Sol. Algorab A posseeix una massa de 2,5 masses solars.
Algorab B és una nana taronja amb una temperatura d'aproximadament 5.000 K i una lluminositat igual al 30% de la lluminositat solar. Mostra un excés en la radiació infraroja emesa, cosa que indica la presència d'un disc circumestel·lar. És un estel jove, amb una edat de poc més 110 milions d'anys, que fa poc ha sortit de la fase d'estrella T Tauri i s'està assentant en la seqüència principal. Les estrelles T Tauri són estels recentment formades a partir de gas i pols interestel·lar, per la qual cosa el disc que envolta a Algorab B pot ser el romanent que ha quedat després del seu naixement.
La distància mínima entre Algorab A i B és de 650 ua, sent el seu període orbital d'almenys 9.400 anys. El sistema es troba a 87 anys llum del sistema solar.